# Macrosamanea simabifolia
Macrosamanea simabifolia là một loài thực vật có hoa trong họ Đậu. Loài này được (Benth.) Pittier mô tả khoa học đầu tiên.